# Новокам'янська сільська рада (Великоолександрівський район)
Новока́м'янська сільська́ ра́да — адміністративно-територіальна одиниця та орган місцевого самоврядування в Великоолександрівському районі Херсонської області. Адміністративний центр — село Нова Кам'янка.

## Загальні відомості
- Територія ради: 5,081 км²
- Населення ради: 1 109 осіб (станом на 2001 рік)

## Населені пункти
Сільській раді підпорядковані населені пункти:
- с. Нова Кам'янка
- с. Новогригорівка

## Склад ради
Рада складається з 12 депутатів та голови.
- Голова ради:
- Секретар ради: Шишигіна Тетяна Іванівна

### Керівний склад попередніх скликань
| Прізвище, ім'я, по батькові | Основні відомості                                    | Дата обрання | Дата звільнення |
| --------------------------- | ---------------------------------------------------- | ------------ | --------------- |
| Ситник Микола Никифорович   | Сільський голова, 1957 року народження, безпартійний | 26.03.2006   | 31.10.2010      |

Примітка: таблиця складена за даними сайту Верховної Ради України

### Депутати
За результатами місцевих виборів 2010 року депутатами ради стали:

#### За суб'єктами висування
| Суб'єкт висування                                       | Кількість обраних депутатів | %    |
| ------------------------------------------------------- | --------------------------- | ---- |
| Політична партія Всеукраїнське об'єднання «Батьківщина» | 7                           | 58,3 |
| Партія регіонів                                         | 3                           | 25   |
| Самовисування                                           | 2                           | 16,7 |

#### За округами
| № округу                                                | Прізвище, ім'я, по батькові    | Дата визнання обраним | Освіта             | Партійна приналежність                        | Відомості про обраного депутата                                             |
| ------------------------------------------------------- | ------------------------------ | --------------------- | ------------------ | --------------------------------------------- | --------------------------------------------------------------------------- |
| Партія регіонів                                         |                                |                       |                    |                                               |                                                                             |
| 1                                                       | Онищенко Анатолій Петрович     | 01.11.2010            | середня спеціальна | член Партії регіонів                          | власне господарство, підариємець                                            |
| 11                                                      | Христосенко Людмила Наумівна   | 01.11.2010            | середня            | член Партії регіонів                          | Сільськогосподарський виробничий кооператив «Новокам'янський», обліковець   |
| 12                                                      | Кірпічова Лариса Володимирівна | 01.11.2010            | середня спеціальна | член Партії регіонів                          | «Торгпродукт», обліковець                                                   |
| Політична партія Всеукраїнське об'єднання «Батьківщина» |                                |                       |                    |                                               |                                                                             |
| 3                                                       | Шишигіна Тетяна Іванівна       | 01.11.2010            | середня спеціальна | член Всеукраїнського об'єднання «Батьківщина» | Новокам'янська сільська рада, соціальний робітник                           |
| 4                                                       | Кайдаш Тетяна Миколаївна       | 01.11.2010            | середня спеціальна | член Всеукраїнського об'єднання «Батьківщина» | Новокам'янська лікарськаа амбулаторія, завідувачка                          |
| 6                                                       | Буря Віктор Васильович         | 01.11.2010            | середня            | позапартійний                                 | тимчасово не працює                                                         |
| 7                                                       | Наумчук Альона Анатоліївна     | 01.11.2010            | середня спеціальна | позапартійна                                  | Новогригорівський фельдшерсько-акушерський пункт, фельдшер                  |
| 8                                                       | Грачова Лариса Миколаївна      | 01.11.2010            | середня спеціальна | член Всеукраїнського об'єднання «Батьківщина» | власне господарство, підприємець                                            |
| 9                                                       | Ковальчук Світлана Дмитрівна   | 01.11.2010            | середня спеціальна | член Всеукраїнського об'єднання «Батьківщина» | Новокам'янська сільська рада, секретар                                      |
| 10                                                      | Олександровська Ольга          | 01.11.2010            | середня            | член Всеукраїнського об'єднання «Батьківщина» | тимчасово не працює                                                         |
| Самовисування                                           |                                |                       |                    |                                               |                                                                             |
| 2                                                       | Скибюк Олександр Анатолійович  | 01.11.2010            | вища               | позапартійний                                 | Сільськогосподарський виробничий кооператив «Новокам'янський», юрисконсульт |
| 5                                                       | Кислиця Іван Іванович          | 01.11.2010            | вища               | позапартійний                                 | власне господарство, підприємець                                            |